# УСТ Дністер (Ерланген)
УСТ «Дністер» Ерлянґен (Українське Спортове Товариство «Дністер») — українське спортивне товариство з німецького міста Ерлангена.
Спортове товариство «Дністер» було засновано у 1931 році у Самборі.
Було чинне до 1944 року, за винятком від 1940 до 1 липня 1941 року.
Однойменне товариство «Дністер» було засновано (чи те саме самбірське СТ «Дністер» відновлено) у повоєнній Німеччині у Людвігсбурзі, Обернцені, Цуффенгаузені.
У змішанім таборі університетського міста Ерлангена (на 1550 осіб лише 360 українців, з того 46 членів товариства), засновано старанням інж. Петра Демедюка 1 червня 1946 року УСТ «Степ». У червні 1947 р. «Степ» злучився із товариством «Хортиця» з Райтерсайху, а вже у вересні «Хортиця» відмовилася від цього об'єднання.
Після приїзду до Ерлангена частини таборовиків з Обернцену «Степ» об'єднався із тамошнім «Дністром» і прийняв спільну назву «Дністер». Головою з того часу був інж. П. Демедюк.
Вся діяльність спиралася майже на розвитку футболу (31 гра в обласній лізі та товариських), натомість інші ланки слабо розвивалися (волейболу жінок — 3 змагання, чоловіків — 12, настільного тенісу — 2, шахів — 4 і легкої атлетики біг навпростець, листопадовий марш на 12 км і 6 км для жінок.
Про існування УСТ «Дністер» після 1948 року наразі нічого невідомо.